# Nick Antosca

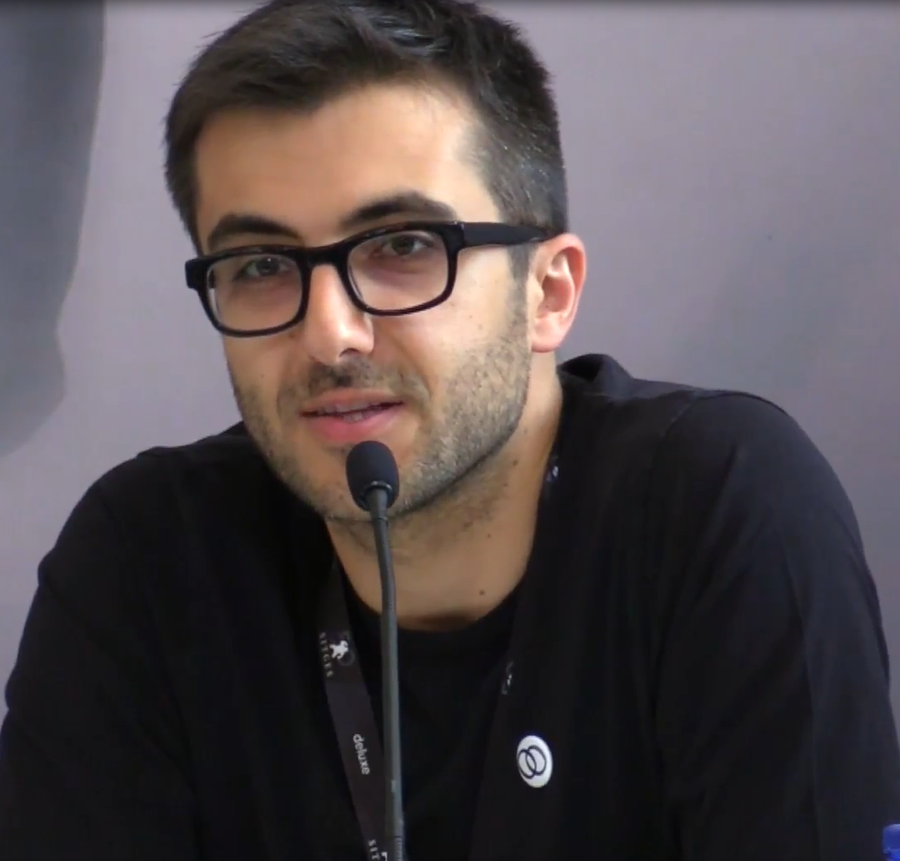
Nick Antosca 2018

Nicholas „Nick“ J. Antosca (* 23. Januar 1983 in New Orleans) ist ein amerikanischer Schriftsteller, Drehbuchautor und Filmproduzent im Horror-Genre.

## Frühes Leben
Antosca wurde in New Orleans geboren, wo seine Eltern sich an der Tulane University kennengelernt hatten. Als er fünf Jahre alt war, zogen sie nach Maryland, zuerst in die Stadt Thurmont und etwa ein Jahr später an die Grenze nahe Harpers Ferry, wo Antosca seine Kindheit verbrachte. Seine Mutter ist Grundschullehrerin und sein Vater Komponist experimenteller Musik. Die High School konnte er nach drei Jahren bereits vor dem Abschlussjahr verlassen. An der Yale University studierte er Filmwissenschaft, fokussierte sich dabei aber auf das Schreiben von Erzählliteratur in Workshops bei dem Schriftsteller John Crowley. Nach seinem Abschluss 2005 arbeitete er für eine Investmentfirma für vier Jahre, bis er 2008 als Auswirkung der Weltfinanzkrise 2007–2008 entlassen wurde. Danach beschloss er, um vom Schreiben leben zu können, Autor fürs Fernsehen zu werden, und zog dafür 2010 mit seinem Freund Ned Vizzini nach Los Angeles. Vizzini war bis zu seinem Tod im Dezember 2013 Antoscas Schreibpartner fürs Fernsehen.

## Karriere
Während Antoscas Zeit in New York entstanden viele der Kurzgeschichten, die später 2013 in der Sammlung The Girlfriend Game erschienen, der Roman Fires und die Novelle Midnight Picnic, die 2009 mit einem Shirley Jackson Award ausgezeichnet wurde.
Antosca und Ned Vizzini schrieben zusammen ab 2012 für die zweite Staffel von Teen Wolf, für Last Resort und Believe, die 2014 nach Vizzinis Tod erschien. Nachdem Antosca 2015 für die dritte Staffel von Hannibal geschrieben hatte, bei der er Don Mancini vom Chucky-Franchise kennengelernt hatte, schuf er 2016 die bis 2018 erschienene Anthologie-Serie Channel Zero über Creepypasta, in deren Autorenteam er neben Mancini auch Harley Peyton holte.
Der Filmemacher Guillermo del Toro sicherte sich 2017 die Produktion an einem Drehbuch Antoscas, mit dem er seine eigene Kurzgeschichte The Quiet Boy adaptierte. Diese erschien 2019, der Film Antlers 2021 unter der Regie von Scott Cooper. 2019 gründete Antosca das Produktionsunternehmen Eat the Cat, mit dem er seine nachfolgenden Serien produzierte. In dem Jahr erschien The Act, 2021 Brand New Cherry Flavor und 2022 Candy: Tod in Texas sowie A Friend of the Family.

## Persönliches
Antosca ist verheiratet mit der Autorin/Regisseurin Alexandra Pechman.

## Bibliografie
- 2006: Amphibian (Kurzgeschichte, Identitytheory.com)
- 2006: Fires (Roman, Impetus Press)
- 2007: Mammals (Kurzgeschichte, Identitytheory.com)
- 2009: Midnight Picnic (Novelle, Word Riot Press)
- 2012: The Obese (Novelle, Lazy Fascist Press)
- 2013: The Hangman’s Ritual (Novelle, Civil Coping Mechanisms)
- 2013: The Girlfriend Game (Kurzgeschichtensammlung, Word Riot Press; Titelgeschichte (2011 bei Metazen) 2015 verfilmt als Kurzfilm)
- 2019: The Quiet Boy (Kurzgeschichte, Guernicamag.com; 2021 verfilmt als Antlers)

## Filmografie
- 2012: Teen Wolf (Fernsehserie, Drehbuch 2 Episoden)
- 2012: The Cottage (Film, Executive Producer und Drehbuch)
- 2012–2013: Last Resort (Fernsehserie, Story Editor 12 Episoden)
- 2014: Believe (Fernsehserie, Story Editor 11 Episoden)
- 2015: The Girlfriend Game (Kurzfilm, Drehbuch)
- 2015: Hannibal (Fernsehserie, Co-Producer 13 Episoden und Drehbuch 3 Episoden)
- 2015: The Player (Fernsehserie, Produzent 5 Episoden und Drehbuch 1 Episode)
- 2016: The Forest (Film, Drehbuch)
- 2016: Soon You Will Be Gone (Kurzfilm, Story und Drehbuch)
- 2016–2018: Channel Zero (Fernsehserie; Serienschöpfer, Executive Producer 24 Episoden  und Drehbuch 13 Episoden)
- 2019: The Act (Miniserie, Executive Producer 8 Episoden und Drehbuch 3 Episoden)
- 2021: Into the Dark (Fernsehserie, Executive Producer und Story 1 Episode)
- 2021: Brand New Cherry Flavor (Fernsehserie; Serienschöpfer, Executive Producer 8 Episoden und Drehbuch 4 Episoden)
- seit 2021: Chucky (Fernsehserie, Executive Producer 16 Episoden)
- 2021: Antlers (Film, Executive Producer und  Drehbuch)
- 2022: Candy (Miniserie; Serienschöpfer, Executive Producer 5 Episoden und Drehbuch 1 Episode)
- 2022: A Friend of the Family (Fernsehserie; Serienschöpfer, Executive Producer 9 Episoden und Drehbuch 2 Episoden)

## Ehrungen

### Fernsehen
- 2016 Rondo Hatton Classic Horror Award – Nominierung für Channel Zero als Beste Fernsehvorführung